# Rhoizema spinosum
Rhoizema spinosum is een schietmot uit de familie Sericostomatidae. De soort komt voor in het Afrotropisch gebied.